# ۲۱ و یک بیداری
۲۱ و یک بیداری (به انگلیسی: 21 and a Wake-Up) فیلمی محصول سال ۲۰۰۹ و به کارگردانی کریس مک‌اینتایر است. در این فیلم بازیگرانی همچون ایمی اکر، جی‌سی چیسز، دانیکا مک‌کلر، فی داناوی، تام سایزمور، اد بیگلی. جی آر، وس استودی، آندره رویو، تیم تامرسون، بن ورین و لنس گست ایفای نقش کرده‌اند.